# غار زینگان
غار زینِگان غاری طبیعی است در بخش صالح‌آباد از توابع شهرستان مهران در استان ایلام ایران.
غار زینگان در میانه دشت منطقه گرمسیری بخش صالح‌آباد و در ۵۲ کیلومتری جنوب غربی شهر ایلام و در ۵ کیلومتری جنوب شرقی شهر صالح‌آباد قرار دارد.
این غار که به دلیل روباز بودن، بیشتر به تنگ شبیه است تا غار، بیش از ۱ کیلومتر طول دارد و دارای آب فراوان و قندیل‌ها و آبچک‌های طبیعی متعدد و دهلیزهای آبگیر می‌باشد و برای طی مسیر آن باید در برخی نقاط از داخل آب عبور کرد. هوای داخل غار بسیار سرد و مطبوع بوده و اختلاف دمای بیرون غار با درون آن تقریباً ۵۰ درجه می‌باشد به همین دلیل آن را «غار بهشت» نیز می‌نامند. بخشی از دیواره‌های غار با سرخس و جلبک پوشیده شده‌است. 
در غار زینگان ۶ کیلومتر برق‌رسانی انجام شده و آب آشامیدنی این محل از طریق حفر چاه قابل دسترسی است. راه دسترسی به غار دشوار است.